# Satellite Award/Film/Bestes Kostümdesign
Mit dem Satellite Award Bestes Kostümdesign wird eine herausragende Bekleidung der Darsteller eines Films geehrt.
| Statistik (bis einschließlich Satellite Awards 2022)   |                                                       |
| Am häufigsten honorierte Kostümbildner (je zwei Siege) | Colleen Atwood Alexandra Byrne Michael O’Connor       |
| Am häufigsten nominierte Kostümbildner                 | Colleen Atwood (zehn Nominierungen, davon zwei Siege) |
| Am häufigsten nominierte Kostümbildner ohne Sieg       | Jenny Beavan (fünf Nominierungen)                     |

Es werden immer jeweils die Kostümbildner eines Films des Vorjahres ausgezeichnet.

## Nominierungen und Gewinner

### 1996–1999
| Jahr | Preisträger        | Film          | Nominierungen |
| 1996 | Penny Rose         | Evita         | Alexandra Byrne für Hamlet Consolata Boyle für Moll Flanders Janet Patterson für Portrait of a Lady Christian Gasc für Ridicule – Von der Lächerlichkeit des Scheins                    |
| 1997 | Deborah Lynn Scott | Titanic       | Ruth E. Carter für Amistad Sylvie de Segonzac für Beaumarchais – Der Unverschämte Deirdre Clancy für Ihre Majestät Mrs. Brown Sandy Powell für Wings of the Dove – Die Flügel der Taube |
| 1998 | Alexandra Byrne    | Elizabeth     | Colleen Atwood für Menschenkind Jenny Beavan für Auf immer und ewig Judianna Makovsky für Pleasantville – Zu schön, um wahr zu sein Sandy Powell für Shakespeare in Love                |
| 1999 | Colleen Atwood     | Sleepy Hollow | Jenny Beavan für Anna und der König Mo Xiaomin für Der Kaiser und sein Attentäter Caroline Harris für Ein perfekter Ehemann Renée April für Die rote Violine Milena Canonero für Titus  |

### 2000–2009
| Jahr | Preisträger                         | Film                                  | Nominierungen |
| 2000 | Rita Ryack                          | Der Grinch                            | Timmy Yip für Tiger and Dragon Janty Yates für Gladiator Monica Howe für Haus Bellomont Deborah Lynn Scott für Der Patriot |
| 2001 | Catherine Martin und Angus Strathie | Moulin Rouge                          | Milena Canonero für Das Halsband der Königin Kym Barrett für From Hell Ngila Dickson und Richard Taylor für Der Herr der Ringe: Die Gefährten Colleen Atwood für Planet der Affen |
| 2002 | Julie Weiss                         | Frida                                 | Deena Appel für Austin Powers in Goldständer Sandy Powell für Gangs of New York Albert Wolsky für Road to Perdition Trisha Biggar für Star Wars: Episode II – Angriff der Klonkrieger |
| 2003 | Ngila Dickson                       | Last Samurai                          | Susan Kaufmann für The Company – Das Ensemble Ngila Dickson und Richard Taylor für Der Herr der Ringe: Die Rückkehr des Königs Wendy Stites für Master & Commander – Bis ans Ende der Welt Penny Rose für Fluch der Karibik Judianna Makovsky für Seabiscuit – Mit dem Willen zum Erfolg |
| 2004 | Beatrix Aruna Pasztor               | Vanity Fair – Jahrmarkt der Eitelkeit | Sandy Powell für Aviator Janty Yates für De-Lovely – Die Cole Porter Story Emi Wada für House of Flying Daggers Alexandra Byrne für Das Phantom der Oper Stella McCartney für Sky Captain and the World of Tomorrow                                                                      |
| 2005 | Jacqueline Durran                   | Stolz und Vorurteil                   | Colleen Atwood für Die Geisha John Bright für The White Countess Pam Downe für Modigliani Janty Yates für Königreich der Himmel Jany Temime für Harry Potter und der Feuerkelch |
| 2006 | Patricia Field                      | Der Teufel trägt Prada                | Jenny Beavan für The Black Dahlia Sharen Davis für Dreamgirls Yee Chung-Man für Der Fluch der goldenen Blume Milena Canonero für Marie Antoinette |
| 2007 | Alexandra Byrne                     | Elizabeth – Das goldene Königreich    | Yvonne Blake für Goyas Geister Marit Allen für La vie en rose Rita Ryack für Hairspray Jenny Beavan für Amazing Grace Jacqueline Durran für Abbitte |
| 2008 | Michael O’Connor                    | Die Herzogin                          | Catherine Martin für Australia Eimer Ni Mhaoldomhnaigh für Wiedersehen mit Brideshead Ruth Myers für City of Ember – Flucht aus der Dunkelheit Jacqueline West für Der seltsame Fall des Benjamin Button Patricia Field für Sex and the City – Der Film                                  |
| 2009 | Monique Prudhomme                   | Das Kabinett des Doktor Parnassus     | Timmy Yip für Red Cliff Consolata Boyle für Chéri – Eine Komödie der Eitelkeiten Colleen Atwood für Nine Sandy Powell für Victoria, die junge Königin |

### 2010–2019
| Jahr | Preisträger       | Film                                 | Nominierungen |
| 2010 | Colleen Atwood    | Alice im Wunderland                  | Janty Yates für Robin Hood Jenny Beavan für The King’s Speech Michael Dennison für Eat Pray Love Amy Westcott für Black Swan |
| 2011 | Jacqueline West   | Wasser für die Elefanten             | Lisy Christl für Anonymus Mark Bridges für The Artist Lidiya Kryukova für Faust Michael O’Connor für Jane Eyre Isabel Branco für Die Geheimnisse von Lissabon                                                                               |
| 2012 | Manon Rasmussen   | Die Königin und der Leibarzt         | Paco Delgado für Les Misérables Jacqueline Durran für Anna Karenina Kym Barrett und Pierre-Yves Gayraud für Cloud Atlas Christian Gasc und Valerie Ranchoux für Leb wohl, meine Königin! Colleen Atwood für Snow White and the Huntsman     |
| 2013 | Michael O’Connor  | The Invisible Woman                  | Patricia Norris für 12 Years a Slave Catherine Martin für Der große Gatsby Gary Jones für Die fantastische Welt von Oz Julian Day für Rush – Alles für den Sieg Daniel Orlandi für Saving Mr. Banks                                         |
| 2014 | Milena Canonero   | Grand Budapest Hotel                 | Anushia Nieradzik für Dido Elizabeth Belle Colleen Atwood für Into the Woods Anna B. Sheppard für Maleficent – Die dunkle Fee Michael Wilkinson für Noah Anaïs Romand für Saint Laurent                                                     |
| 2015 | Wen-Ying Huang    | The Assassin                         | Sandy Powell für Cinderella Paco Delgado für The Danish Girl Janet Patterson für Am grünen Rand der Welt Jacqueline Durran für Macbeth Shim Hyun-seob für The Throne                                                                        |
| 2016 | Madeline Fontaine | Jackie: Die First Lady               | Colleen Atwood für Alice im Wunderland: Hinter den Spiegeln Courtney Hoffman für Captain Fantastic – Einmal Wildnis und zurück Alexandra Byrne für Doctor Strange Mary Zophres für La La Land Eimer Ní Mhaoldomhnaigh für Love & Friendship |
| 2017 | Mark Bridges      | Der seidene Faden                    | Stacey Battat für Die Verführten Consolata Boyle für Victoria & Abdul Alexandra Byrne für Mord im Orient Express Jacqueline Durran für Die Schöne und das Biest Jeffrey Kurland für Dunkirk                                                 |
| 2018 | Sandy Powell      | The Favourite – Intrigen und Irrsinn | Ruth E. Carter für Black Panther Andrea Flesch für Colette Alexandra Byrne für Maria Stuart, Königin von Schottland Colleen Atwood für Phantastische Tierwesen: Grindelwalds Verbrechen Erin Benach für A Star Is Born                      |
| 2019 | Ruth E. Carter    | Dolemite Is My Name                  | Susannah Buxton, Rosalind Ebbutt, Caroline McCall und Anna Robbins für Downton Abbey Mark Bridges für Joker Jany Temime für Judy Julian Day für Rocketman Luca Canfora für Die zwei Päpste                                                  |

### Ab 2020
| Jahr | Preisträger                    | Film                                           | Nominierungen |
| 2020 | Suzie Harman und Robert Worley | David Copperfield – Einmal Reichtum und zurück | Alexandra Byrne für Emma Trish Summerville für Mank Ann Roth für Ma Rainey’s Black Bottom Bina Daigeler für Mulan Francine Jamison-Tanchuck für One Night in Miami                                  |
| 2021 | Massimo Cantini Parrini        | Cyrano                                         | Charlotte Walter für Belfast Ruth E. Carter für Der Prinz aus Zamunda 2 Jacqueline West für Dune Kirsty Cameron für The Power of the Dog Jacqueline Durran für Spencer                              |
| 2022 | Mary Zophres                   | Babylon – Rausch der Ekstase                   | Ruth E. Carter für Black Panther: Wakanda Forever Catherine Martin für Elvis Alexandra Byrne für Empire of Light Sandy Powell für Living – Einmal wirklich leben Gersha Phillips für The Woman King |
| 2023 | David Crossman und Janty Yates | Napoleon                                       | Jacqueline Durran für Barbie Francine Jamison-Tanchuck für Die Farbe Lila Jacqueline West für Killers of the Flower Moon Ellen Mirojnick für Oppenheimer Holly Waddington für Poor Things           |
| 2024 | Paul Tazewell                  | Wicked                                         | Jacqueline Durran für Blitz Jacqueline West für Dune: Part Two David Crossman und Janty Yates für Gladiator II Massimo Cantini Parrini für Maria Linda Muir für Nosferatu – Der Untote              |